# Islas Desventuradas
Islas Desventuradas es un archipiélago del océano Pacífico perteneciente a Chile, a 850 km de la costa continental de América del Sur: el islote González, la roca Catedral y las islas San Ambrosio y San Félix. Estas dos últimas son temporalmente habitadas por isleños de Robinson Crusoe. Política y administrativamente pertenecen a la comuna de Valparaíso, habiendo sido hasta 1979 parte de la comuna de Caldera.

## Localización
| San Ambrosio    | 2.2  | 479                | 26°20′37″S 79°53′28″O / -26.34361, -79.89111 |
| Grupo San Félix |      |                    |                                              |
| Islote González | 0.25 | 173                | 26°18′36″S 80°05′06″O / -26.31000, -80.08500 |
| San Félix       | 1.4  | Cerro Amarillo 193 | 26°17′30″S 80°05′42″O / -26.29167, -80.09500 |
| Roca Catedral   | 0.01 | 53                 | 26°16′25″S 80°07′15″O / -26.27361, -80.12083 |
| Desventuradas   | 3.9  | 479                |                                              |

## Historia

### Descubrimiento
Se creyó que fueron descubiertas por Hernando de Magallanes en su viaje a Oriente. Su nombre se debería a que Magallanes, cuando salió del estrecho de Todos los Santos, se encontraba en problemas por la falta de alimentos, y al descubrir que estaban deshabitadas y sin vegetación, las denominó como se llaman en la actualidad.
Cincuenta y cuatro años después de que Chile fuera descubierto por su parte austral por Hernando de Magallanes y treinta y nueve años después de que lo fuera por el norte por Diego de Almagro, el 8 de noviembre de 1574, el piloto español Juan Fernández descubrió realmente las islas San Félix y San Ambrosio, conocidas también como las islas Desventuradas. Dieciséis días más tarde, en la misma navegación hacia el sur, Juan Fernández descubrió el archipiélago que hoy lleva su nombre, constituido por las islas Más a Tierra (Róbinson Crusoe), Santa Clara y Más Afuera (Alejandro Selkirk).

#### Controversia
Hallámonos este día Lesteoeste con Copayapo ciento y ochenta leguas; y halleme apartado del Meridiano de Lima al Oeste ciento y cincuenta leguas, estando con Lima 285 leguas Nordeste-sudueste quarta de Norte sur. Pasamos por el Oeste 18 leguas de las islas Desventuradas, que están 25 grados y un tercio, las quales año de 1574 Juan Fernández, Piloto, yendo á Chile acaso las descubrió segunda vez, que desde que Magallanes las descubrió año de 1520, no se habian visto mas y se llaman agora San Félix y San Ambor. Son pequeñas, tres cuerpos de tierra, despobladas, sin agua.
Pedro Sarmiento de Gamboa

Las islas descubiertas por Magallanes en 1521 —no en 1520 como señaló Sarmiento de Gamboa— y a las que también llamó "Desventuradas" son otras, muy distintas a las que nos hemos estado refiriendo y muy distantes geográficamente. En efecto, aquellas son las islas bautizadas como Isla San Pablo e Isla de los Tiburones, la primera avistada el 24 de enero de dicho año en 15°23′0″S 133°30′0″O / -15.38333, -133.50000 y la segunda, el 4 de febrero siguiente en los 10°05′0″S 144°04′0″O / -10.08333, -144.06667, islas cuya existencia ha sido posteriormente puesta en duda.
El relato anterior de Sarmiento de Gamboa no permite colegir con claridad si quien dio los actuales nombres de San Félix y San Ambrosio a las islas fue él o si habían sido bautizadas así por el propio Juan Fernández.

### Primer desembarco conocido

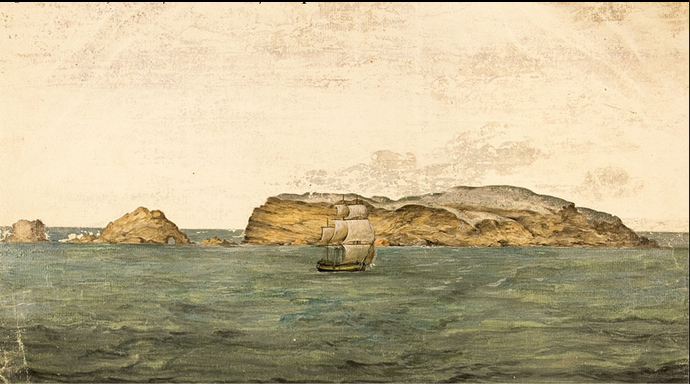
Grabado de las Islas Desventuradas de 1789.

En mayo de 1793, el capitán británico Santiago Colnett, navegando a la caza de la ballena y por asuntos mercantiles en la corbeta Rattler, encontró y describió tanto a San Félix como a San Ambrosio, pero lo más probable es que la isla fuera ya descubierta y conocida por los marinos españoles.  El día 20 intentó abordar San Ambrosio en una chalupa, lo que no logró debido a lo escarpado de la costa. Similares intentos hizo al día siguiente en San Félix, pudiendo desembarcar en esta última isla solo el día 22, con mucho riesgo y gran dificultad. A su vez, también le resultó arduo abandonarla, ya que los botes volcaban en las rompientes, muriendo uno de sus mejores marineros al ser golpeado por una de las embarcaciones al zozobrar. 
De las descripciones y narraciones que hizo el capitán Colnett, se desprende que sus trabajos hidrográficos y de exploración fueron los primeros que se ejecutaron en el archipiélago. Posteriormente, muchos otros viajeros han visitado las islas, como asimismo cazadores para explotar los codiciados cueros de los lobos de dos pelos que allí abundaban y para extraer guano de aves marinas.

### Barcos de guerra
También diversos buques de guerra han estado allí. Tal es el caso de L'Astrolabe y la Zélée de la expedición del francés Dumont d'Urville, quien no bajó a tierra y denominó "Pitón" al Islote González y "Buque" a la roca hoy conocida como "Catedral de Peterborough", concordando en esto último con Colnett, quien había dicho que semejaba un buque a la vela.

### Naufragio
El teniente Leoncio Señoret –marino francés incorporado a la Armada de Chile–, al mando de la goleta Colo Colo, visitó San Félix en 1841 con el objeto de verificar la posible existencia en dicha isla de un depósito de mercaderías de contrabando. Al respecto sólo encontró las ruinas de un rancho de piedra que, según la tradición, habría sido la habitación y sepultura de un marinero abandonado allí por un jefe de contrabandistas y que, después de alimentarse por mucho tiempo con sangre de pájaros, murió por falta de agua.

### Exploración
En septiembre y octubre de 1874, el capitán de fragata Ramón Vidal Gormaz, al mando de la goleta cañonera Covadonga efectuó una exploración de las islas así como algunos estudios hidrográficos y oceanológicos, emitiendo al respecto un amplio e interesantísimo informe, publicado en 1875 en el Anuario Hidrográfico de la Marina de Chile.  El citado comandante describe su arribo al archipiélago en los siguientes términos: 

El 15 de setiembre de este año, después de entregar el mando de la estación de Mejillones i de haber esperado inútilmente por diez días la llegada del naturalista, que me anunciaban las instrucciones, me dirijí en demanda de las islas San Félix y San Ambrosio. Vientos variables i calmosos del segundo cuadrante sólo me permitieron llegar a las islas a la madrugada del día 26. Al reconocerlas demoraba San Ambrosio por la serviola de estribor i San Félix por la de babor, en circunstancias que gobernaba al N. 50E E. Distaba la primera según la fantasía, 21 millas. En este momento San Ambrosio se dibujaba en el horizonte como una masa oscura de laderas abruptas i de cima lijeramente encorvada. San Félix, que distaba como 11 millas, sólo alzaba sobre el horizonte su morro N.O.; abriéndose hacia el oriente el pequeño espinazo del islote González, afectando ambos la forma cónica.
Ramón Vidal Gormaz.

### La Baquedano
Entre 1902 y 1903, la corbeta General Baquedano, al mando del capitán de fragata Arturo Cuevas Briones, efectuó un crucero de instrucción, zarpando desde Valparaíso al archipiélago de Juan Fernández, Islas San Félix y San Ambrosio, Isla de Pascua, Nuku Hiva en las Islas Marquesas, Tahití, Sídney y Auckland, regresando a Valparaíso en junio de 1903.

### Zona especial de Chile

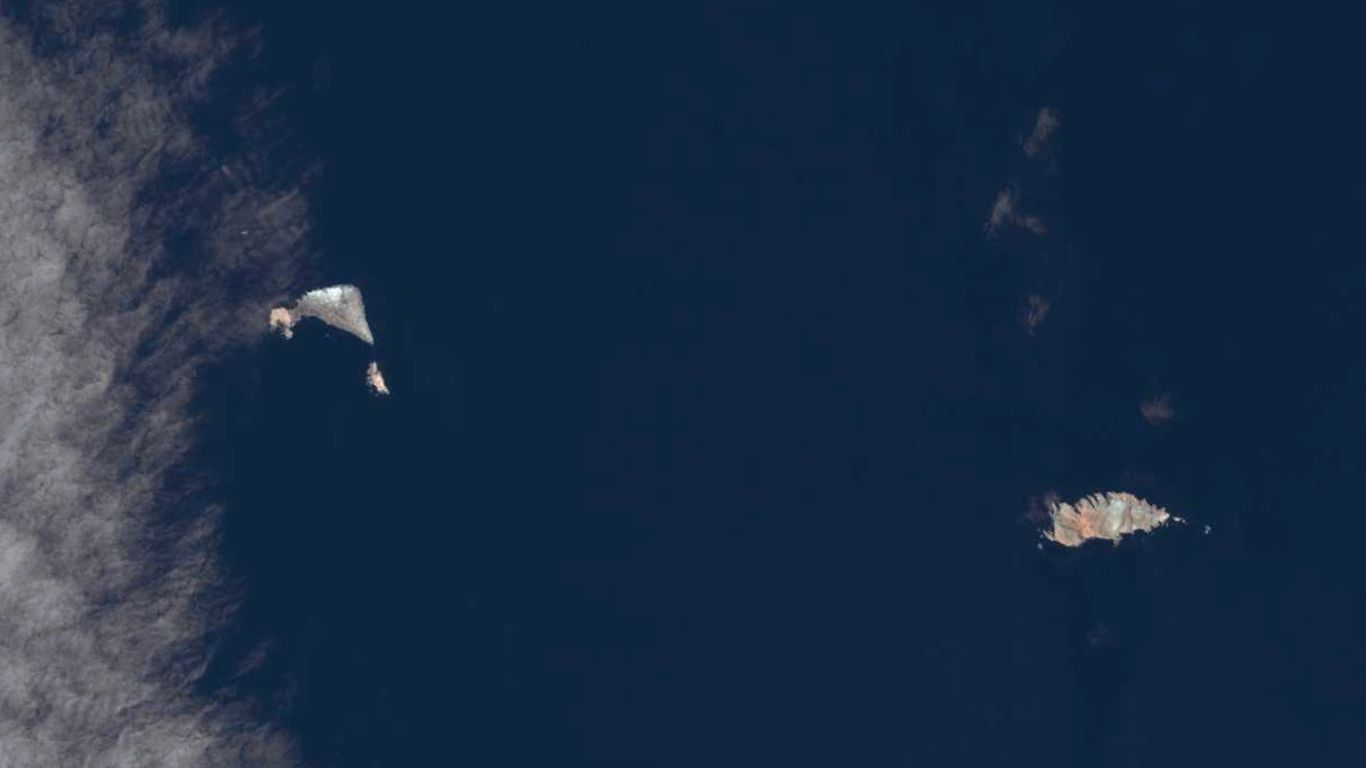
Imagen de las islas Desventuradas por el satélite Landsat 8, 2015

De acuerdo al D.F.L. 11 del 13 de noviembre de 1968 del Ministerio de Relaciones Exteriores, al tener las islas Desventuradas el carácter de «zona fronteriza», todo extranjero que desee realizar exploraciones para efectuar trabajos con fines científicos o técnicos en el área, debe impetrar, a través del cónsul de Chile correspondiente, la autorización de la mencionada DIFROL, la que podrá disponer que se incorporen a la expedición respectiva uno o más representantes de las actividades chilenas pertinentes, a fin de participar y conocer los estudios que se practiquen y sus alcances.

## Flora y fauna

### Flora
En San Félix existen ocho especies diferentes –un árbol, dos arbustos y cinco herbáceas anuales– y en San Ambrosio, diecinueve especies –un árbol, seis arbustos y doce herbáceas–. Solo seis especies son comunes de ambas islas y un total de catorce son endémicas. 

#### Árbol

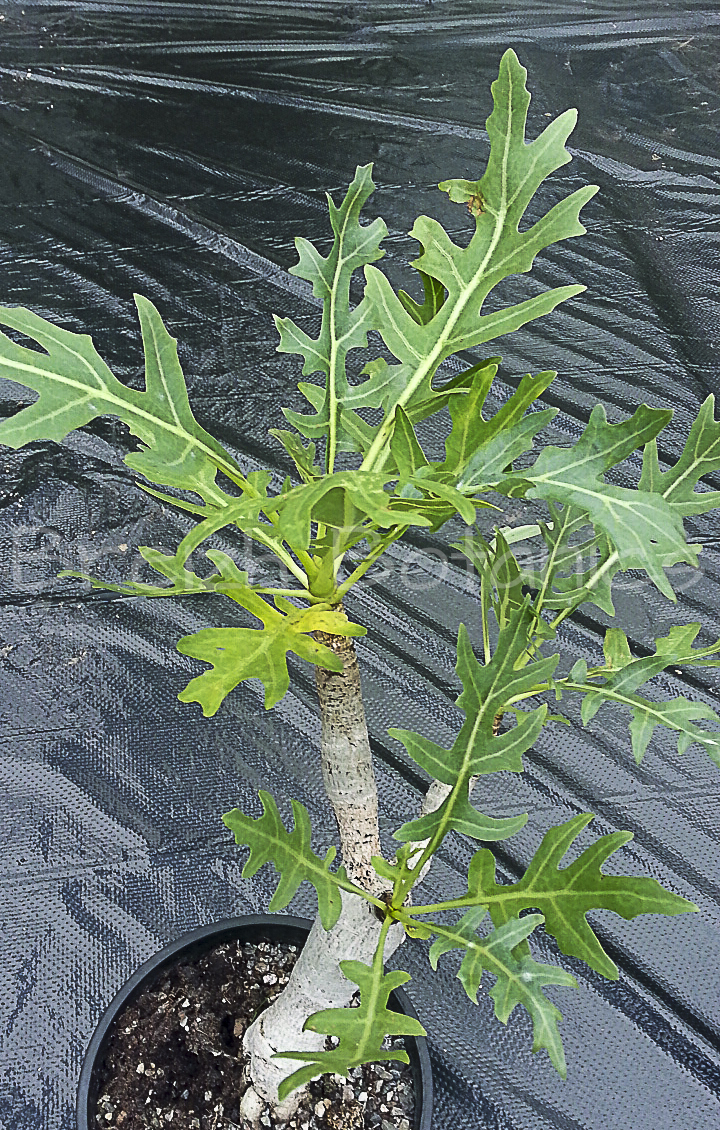
Thamnoseris lacerata

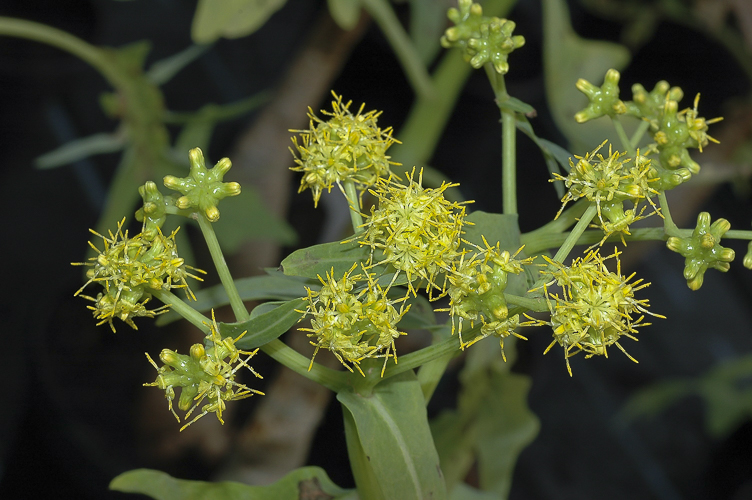
Flor de Thamnoseris lacerata

La especie arbórea corresponde a la "Thamnoseris lacerata" (compuesta), que puede alcanzar cinco metros de altura, con troncos de hasta 3 dm de diámetro. Este árbol –que algunos lo mencionan solo como "una mata grande"– se encuentra abundantemente en las planicies superiores de San Ambrosio, y también se halla en San Félix, en el cerro Amarillo, aunque en forma muy escasa. El comandante Ramón Vidal Gormaz expresa en su informe que en San Félix "es la mayor de todas las plantas y que adquiere las proporciones de un arbusto, de un metro de altura cuando más".

#### Arbustos
Las especies arbustivas, por su parte, no exceden de los 5 a 8 dm de altura.

#### Hierbas
Las hierbas son todas anuales, excepto una que es perenne.

### Fauna
En cuanto a la fauna de las islas Desventuradas, esta presenta seis especies residentes de aves marinas y, comprobadamente, solo dos de aves terrestres. 

#### Aves marinas
Respecto de las primeras, cabe señalar que cuatro de sus especies son comunes con las de la isla de Pascua y tres con las de la isla Salas y Gómez, coincidencia que curiosamente es mayor que la existente con la avifauna del archipiélago de Juan Fernández, pese a ser este más cercano.
Las aves más comunes en las Desventuradas son el piquero blanco, las fardelas y diversos gaviotines. Además se encuentra allí el petrel de Kermadec. El piquero blanco es sin duda la más abundante en San Félix, donde se reproduce entre agosto y febrero. Sus nidos se encuentran dispersos tanto en la planicie como en los fondos planos de las quebradas protegidas del viento. También se observan allí –al igual que en San Ambrosio– las tijeretas y el gaviotín de San Félix. En referencia a cierta mortandad comprobada de aves marinas, «la introducción del gato doméstico por la tripulación de la goleta pesquera San Félix, antes de 1960, parece ser la causa directa de esa mortandad, [debido a que] como no hay más agua que lloviznas ocasionales y las hierbas son muy escasas, el gato probablemente mate aves marinas para aprovechar la sangre y el agua contenidas en sus vísceras y satisfacer sus necesidades hídricas, ya que en los cadáveres sólo el contenido visceral está ausente».[cita requerida]

#### Aves terrestres
En lo que se refiere a las aves terrestres, en las islas –y más propiamente en San Ambrosio–, existe solo una especie de halcón y, si bien otras especies tales como el zorzal, la bandurria y la garza han sido comunicadas por observadores poco expertos, la existencia del queltehue está comprobada.

#### Artrópodos

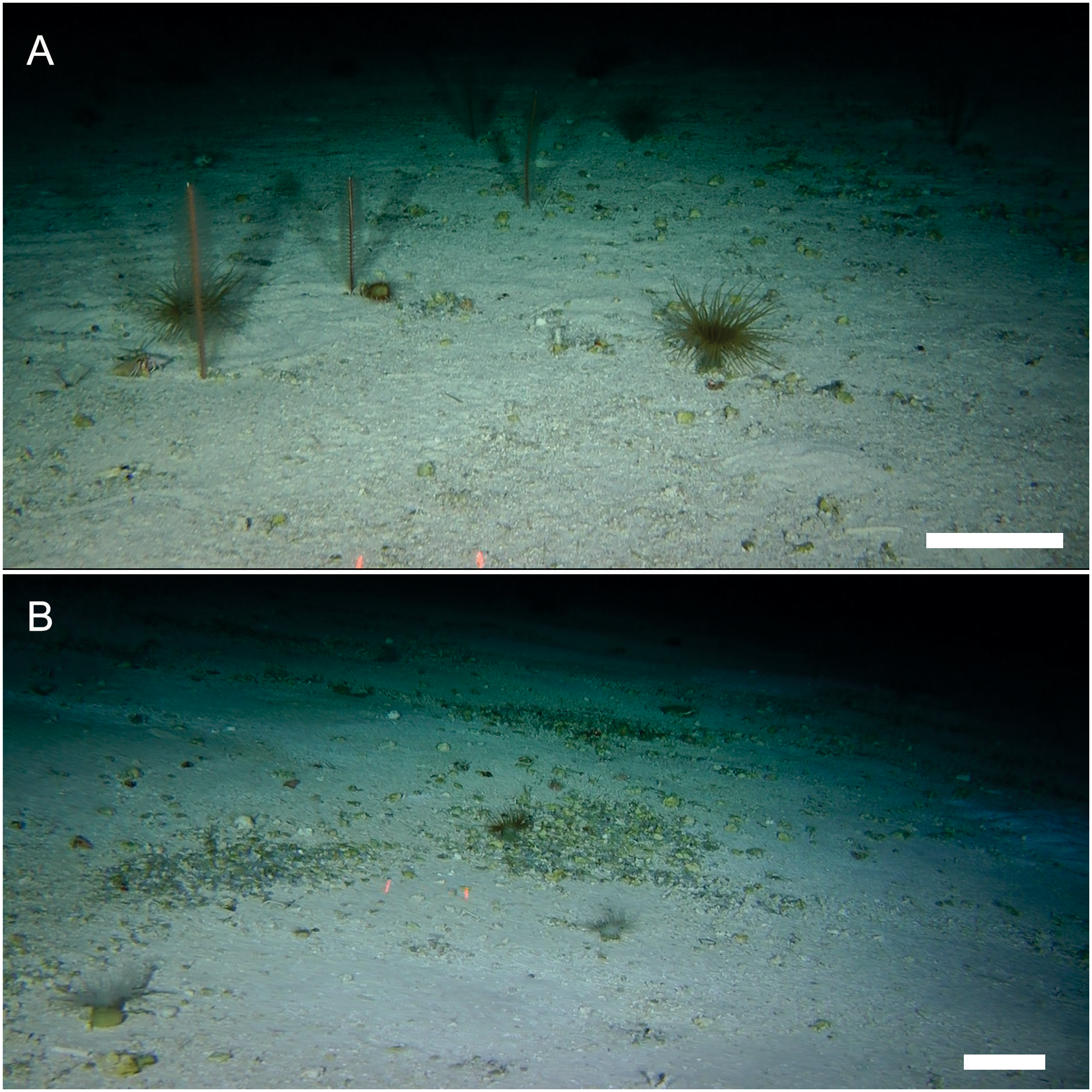
Foto de Microhábitats bentónicos del Parque Marino Nazca-Desventuradas.

Respecto de la fauna de artrópodos, solo existen estudios relativos a San Ambrosio, en que se constata la existencia de 74 especies de insectos, 7 de arácnidos, 2 de pseudo-escorpiones, 20 de ácaros, 2 de isopoda y 2 de chilopoda.

#### Pinnípedos
En estas islas existen diversas especies de pinnípedos, entre ellos el lobo fino de Juan Fernández, conocido también como "lobo de dos pelos", que es el de mayor valor comercial. 

##### Caza desmesurada
Al respecto, los datos históricos y los registros contemporáneos demuestran que este lobo habita en forma exclusiva en Juan Fernández y en las Desventuradas. En la época en que ambos archipiélagos fueron descubiertos, algunas de sus playas y roqueríos se encontraban atestados de estos animales, lo que prontamente desató el interés por la explotación comercial de sus pieles y de su aceite, sobre todo, en un principio, en Juan Fernández, donde fueron cazados por centenares de miles. Posteriormente, y ante el virtual agotamiento de los lobos en dicho lugar, los cazadores lo hicieron en San Félix y San Ambrosio, cuyas colonias de estos animales probablemente se vieron incrementadas ante su natural emigración a estas islas ante la persecución de que eran objeto. Sin embargo, como era de esperar, los cazadores no tardaron en llegar a ellas, donde también cazaron lobos por miles, haciendo declinar notablemente su población.
Un estudio basado en datos obtenidos de diversos autores, ha determinado que en 1792 el capitán J. Roberts, a bordo de la fragata Jefferson, obtuvo 13 000 pieles en las Desventuradas; que el capitán Colnett, en 1793 o 1794, obtuvo sal en las islas Galápagos "para salar pieles en San Félix y San Ambrosio"; que el capitán D. Greene, a bordo de la fragata Neptune, logró obtener 35 000 pieles en San Ambrosio en el año 1798, y que, en 1801, loberos de los Estados Unidos "cazan en gran número" en ambas islas.
Lo anterior determinó que, ya en la primera mitad del siglo XIX, el negocio de las pieles dejara de ser rentable, pues montar una expedición para obtener solo algunas docenas de pieles no resultaba lucrativo. La explotación llegó a tal extremo que hubo un momento en que la especie se estimó extinguida. Sin embargo, un censo efectuado por científicos en 1970, determinó la existencia de 459 animales en Juan Fernández y, cuatro meses después, en un viaje efectuado a las islas Desventuradas en el R/V Hero, "sólo en San Ambrosio se avistaron dos animales juveniles, después de un siglo y medio que no se tenía noticias de ellos".
Posteriormente, en octubre de 1977, se observaron en San Ambrosio alrededor de 300 lobos finos, específicamente en el lugar denominado por los pescadores bahía "Punta de Lanza". Si bien las autoridades nacionales han dictado algunas normas de carácter jurídico tendientes a proteger a la especie, ella aún es objeto de caza eventual por pescadores, pese a que se encuentra internacionalmente inscrita en el registro de especies en peligro de extinción.

#### Peces
Se registran 28 especies distintas de peces, repartidas en 19 familias. Cinco de las especies son compartidas con la isla de Pascua y el 70 % de esta fauna es común con la de Juan Fernández. Entre los peces que se encuentran en estas aguas, se pueden mencionar la agujilla, la anguila, el atún, el bacalao, la corvinilla, la jerguilla, el jurel y el tollo. También se ven frecuentemente peces voladores, como asimismo, delfines de vientre blanco.

#### Langosta
Especial mención merece la existencia en estas islas de langostas de mar, cuyo alto valor comercial determina que en ciertos períodos del año arriben, especialmente a San Ambrosio, pescadores que se instalan allí por temporadas. Estas langostas difieren de las de Juan Fernández , siendo su coloración rojo anaranjado mucho más acentuado y su talla promedio mucho mayor, alcanzando hasta los 7 kilos de peso. Probablemente, esto último, debido a su explotación menos intensa.